# 路上の霊魂
『路上の霊魂』（ろじょうのれいこん）は、1921年（大正10年）に製作・公開された日本映画である。松竹キネマ研究所の第1回作品で、松竹キネマ合名社が配給した。
2つの物語を並行的に描く手法や、寛容と不寛容を主題としていることから、『イントレランス』の影響を受けているとみられるが、バタ臭さが目立ち、実験的試みの域を出ることができず、興行的にも不振に終わった。しかし、歌舞伎や新派の影響を完全に受けていた従来の日本映画とは全く異なる、画期的な作品となり、後の日本映画界に少なからずも影響を与えた。

## あらすじ
山奥で伐材所を経営している旧家の老人・杉野泰には、ヴァイオリニストになることを夢見て、許婚を置いて家出した息子・浩一郎がいた。東京に出た浩一郎は、演奏を批判した評論家相手に暴力事件を起こし、音楽界を追われる。耀子と結婚し、文子という女の子を授かるが、生活に困り、妻・娘を連れて故郷に戻ろうとする。その途中で、出獄したばかりの二人組の男・鶴吉と亀三に強盗されそうになるが、亀三は憐みを感じて最後のパンを恵んでやる。浩一郎らは二人組と別れた後、父の元をたずねるが、許してもらえない。浩一郎らは寒い中、納屋に泊まることにする。一方、二人組はクリスマスパーティーの準備が整った別荘に忍び込み、パンを盗もうとするが、別荘番に見つかってしまう。別荘番は御互いを棒で殴りあうように銃で脅すがしかし、結核を病んでいる亀三の姿を憐れんで、令嬢の許しを得て二人をパーティーに招待する。その令嬢は杉野泰の伐材所の奉公人の太郎がパーティーに来るのを待っていた。その頃、浩一郎は父が許してくれないため、1人で納屋を離れる。太郎が老人の姪でかつての浩一郎の許嫁の光子と納屋に行ってみると、娘の文子は凍死していた。翌朝、改心した二人の男と別荘番は、山で凍死した浩一郎を発見する。令嬢は太郎にプレゼントを渡しに行った。令嬢と太郎は「憐み」の心があれば浩一郎らも救われたのではないか、と考える。

## キャスト
- 杉野泰：小山内薫
- 息子・浩一郎：東郷是也
- 妻・耀子：澤村春子
- 娘・文子：久松三岐子
- 浩一郎の許婚・光子：伊達竜子
- 伐材所の少年・太郎：村田実
- 出獄者・鶴吉：南光明

- 出獄者・亀三：蔦村繁
- 別荘の令嬢：英百合子
- 別荘の執事：茂原熊彦
- 別荘番：岡田宗太郎
- 八木節の姉：東栄子
- 八木節の弟：小松武雄
- クリスマスの客：春野恵美奈

## スタッフ
- 総指揮：小山内薫
- 監督：村田実
- 脚本：牛原虚彦
- 撮影：水谷文次郎

- 撮影助手：小田浜太郎
- 室内設計：溝口三郎
- 光線：島津保次郎
- 衣裳：山下篤

## 製作・公開
ヴィルヘルム・シュミットボン(de)の『街の子』（森鷗外訳）とマクシム・ゴーリキーの『夜の宿（どん底）』（小山内薫訳）を原作に、牛原虚彦が脚本を執筆した（牛原は茂原熊彦名義で出演もしている）。松竹キネマ研究所所長の小山内薫が製作総指揮にあたり、自ら出演もした。監督は村田実で、彼の監督作品の中で現存している2作の内の1作である。また、島津保次郎が助監督と光線係を務めている。
1920年（大正9年）冬頃から軽井沢でロケが行われ、細川侯爵の別邸も貸し出された。しかし、撮影開始直後に小山内が急病で倒れたため、撮影は一旦中断され、翌年から再開された。しかし、完成直後に今度は村田が大病に罹り、牛原の母、水谷文二郎と島津の父が急逝するという事態になった。
1921年（大正10年）4月8日、徳川夢声の説明で赤坂第一松竹館で封切られた。
作品は完全な形で現存しており、東京国立近代美術館フィルムセンターが所蔵している。そのため松竹映画の中で現存するもっとも古い作品となっている。2005年（平成17年）にポルデノーネ無声映画祭で上映された。